# Аасмяэ, Хардо
Хардо Аасмяэ (эст. Hardo Aasmäe; 11 февраля 1951, Эстонская ССР — 29 декабря 2014, Таллин) — советский и эстонский государственный и политический деятель. Мэр Таллина (1990—1992) и народный депутат СССР (1989—1991). Кандидат географических наук.

## Биография
Получил высшее образование в Тартуском государственном университете (окончил в 1974), кандидат географических наук (защитился в ЛГУ в 1982 году). В 1974–1977 годах работал на кафедре экономической географии Тартуского государственного университета, в 1977–1990 годах — научным сотрудником Министерства легкой промышленности Эстонской ССР, заместителем директора территориального производственно-торгового объединения «Эстлегпром» по научной работе. В 1989–1990 годах — научный руководитель компании «Майнор», в 1992–2006 годах — доцент и консультант по управлению и планированию Таллиннского педагогического университета. В 1995–1996 годах был председателем совета Маардуского химического завода. С 2001 года был членом правления издательства «Эстонская энциклопедия», с 2002 года — главным редактором. С 2005 года был членом правления агентства недвижимости и инвестиций OÜ Mark Invest. Был членом Таллинского Совета по развитию, президентом эстонской ассоциации Римского клуба.
Много лет вёл радиопередачи, с 1998 года был участником цикла программ «Мнемотурниир». Вёл ежедневную программу «Радио энциклопедия» на Kuku Radio.

### Политическая деятельность
Участник Народного фронта Эстонии. В 1989 году избран народным депутатом СССР по Пайдескому национально-территориальному округу № 470. Был избран заместителем председателя Комиссии Съезда по расследованию событий, происшедших в г. Тбилиси 9 апреля 1989 года. Член Совета и руководства Народного фронта Эстонии в 1990–1991 годах.
В 1990 году избран мэром Таллина. Оставался на этом посту до 14 февраля 1992 года.
В 1991 году возглавлял ликвидационную комиссию Комитета государственной безопасности Эстонской ССР.
Был одним из основателей членом Центристской партии в 1991 году, входил в её Правление. Один из основателей Партии развития (Arengupartei) в 1996 году.
Баллотировался в мэры Таллина в 2013 году, занял 5-е место, получив 4,01 % голосов. На выборах в Европарламент 2014 года баллотировался по списку Партии независимости Эстонии (Eesti Iseseisvuspartei, правоконсервативная партия евроскептических взглядов), но не был избран.
Погиб 29 декабря 2014 года в Таллине в результате неудачного падения дома с винтовой лестницы.